# 1-十八烷醇
1-十八烷醇，或硬脂醇是一種脂肪醇，化學式為CH3(CH2)16CH2OH。在室溫下，1-十八烷醇為一白色細粒或薄片。它不溶於水，有低毒性。

## 用途
可用於潤滑劑、樹脂、香水及化妝品的原材料，並多方面用於藥膏中的潤膚膏、乳化劑和增稠劑。

## 製備
1-十八烷醇可由硬脂酸和一些脂肪的氫化作用製得。

## 腳註
1. ↑  Merck Index, 11th Edition, 8762.（英文）
2. ↑  Klaus Noweck, Wolfgang Grafahrend, "Fatty Alcohols" in Ullmann's Encyclopedia of Industrial Chemistry 2006, Wiley-VCH, Weinheim. doi:10.1002/14356007.a10 277.pub2（英文）